# Cesare Pinarello
Cesare Pinarello (Treviso, 5 d'octubre de 1932 - Treviso, 4 d'agost de 2012) va ser un ciclista italià que fou professional entre 1957 i 1968. Es dedicà principalment al ciclisme en pista.
Com a amateur aconseguí els seus principals èxits en guanyar dos campionats nacionals de velocitat i dues medalles de bronze als Jocs Olímpics. El 1952, a Hèlsinki, fent parella amb Antonio Maspes; i el 1956, a Melbourne, fent parella amb Giuseppe Ogna, ambdues en la prova de tàndem.

## Palmarès
- 1952
  -  Medalla de bronze als Jocs Olímpics de Hèlsinki en tàndem
- 1953
  -  Campió d'Itàlia de velocitat amateur
  - 1r al Gran Premi de Copenhague de velocitat
- 1955
  -  Campió d'Itàlia de velocitat amateur
- 1956
  -  Medalla de bronze als Jocs Olímpics de Melbourne en tàndem

### Resultats al Giro d'Itàlia
- 1951. 75è de la classificació general